# Шевченко Борис Демидович
Бори́с Деми́дович Шевче́нко (нар. 1904 — пом. 1944) — радянський військовик часів Другої світової війни, начальник штабу 68-ї гвардійської стрілецької дивізії (40-а армія), гвардії полковник. Герой Радянського Союзу (1944).

## Життєпис
Народився 7 жовтня 1904 року в селі Андріївці, волосному центрі Зміївського повіту Харківської губернії Російської імперії (нині — селище міського типу Балаклійського району Харківської області), в селянській родині. Українець. Після закінчення 6 класів працював токарем на заводі «Світло шахтаря» у м. Харкові.
У листопаді 1926 року призваний до лав РСЧА. По жовтень 1928 року проходив дійсну військову службу зв'язківцем 6-го полку зв'язку Українського військового округу (УВО). Після звільнення у запас повернувся на попереднє місце роботи.
Вдруге призваний до лав РСЧА у лютому 1932 року. Направлений на двомісячні прискорені курси при 3-му полку зв'язку, після закінчення яких призначений на посаду командира взводу того ж полку. У тому ж році закінчив тримісячні Курси удосконалення командного складу при 6-му полку зв'язку УВО. Член ВКП(б) з 1932 року. У подальшому проходив військову службу на командних і штабних посадах у 76-й гірськострілецькій дивізії. З квітня 1939 року — начальник 4-го відділення штабу 76-ї гсд. У 1941 році заочно закінчив 2-й курс Військової академії імені М. В. Фрунзе.
Початок німецько-радянської війни зустрів на кордоні з Іраном. Учасник німецько-радянської війни з вересня 1941 року. Воював на Південно-Західному, Сталінградському, Донському, Воронезькому та 1-у Українському фронтах.
З липня 1941 року — начальник 1-го (оперативного) відділення штабу 76-ї гсд. З липня 1942 року — начальник штабу цієї ж дивізії. З січня 1943 року — начальник штабу 96-ї (з лютого 1943 року — 68-ї гвардійської) стрілецької дивізії.
Особливо полковник Б. Д. Шевченко відзначився під час битви за Дніпро. Коли дивізія вийшла на лівий берег річки Дніпро, він, попри відсутність табельних засобів для переправи, організував під щільним вогнем супротивника збір рибальських човнів у місцевого населення і підручних засобів. 24 вересня 1943 року Б. Д. Шевченко на одному з перших човнів переправився на західний беріг Дніпра в районі села Балико-Щучинка Кагарлицького району Київської області. Відмінно провів операцію по захопленнюм плацдарму на правому березі, вміло організував взаємодію між піхотою і артилерією.
29 січня 1944 року під час нічного бою загинув (труп залишений на території, зайнятій супротивником). Вважається похованим у братській могилі в центрі міста Липовець Вінницької області.

## Нагороди
Указом Президії Верховної Ради СРСР від 10 січня 1944 року «за зразкове виконання бойових завдань командування на фронті боротьби з німецькими загарбниками та виявлені при цьому відвагу і героїзм», гвардії полковникові Шевченку Борису Демидовичу присвоєне звання Героя Радянського Союзу з врученням ордена Леніна і медалі «Золота Зірка» (отримати не встиг).
Також нагороджений орденами Червоного Прапора (06.01.1944), Вітчизняної війни 2-го ступеня (13.03.1943), Червоної Зірки (26.09.1942) і медаллю «За оборону Сталінграда» (04.06.1943).